# Early Beginnings
Early Beginnings is een muziekalbum van Johannes Schmoelling. Het bevat demo's en probeersels, die hij opnam gedurende de tijd dat hij deel uitmaakte van Tangerine Dream. Dat zijn leven volledig door de band beheerst werd, blijkt uit het feit dat de foto’s uit die tijd allen zijn gemaakt door Monika Froese, de vrouw van bandleider Edgar Froese.

## Composities
Allen van Schmoelling, behalve (10), (11) en (12) zijn Froese, Christopher Franke en Schmoelling, destijds het trio achter Tangerine Dream:
1. The blue door (2:44)
2. The bue window (2:29)
3. Nevermind (6:28)
4. Perpetual motion (3:49)
5. The avatar (3:58)
6. Walking on Sunset Boulevard (4:03)
7. It better end soon (2:54) (voor de film Ente oder Trente van Petra Haffter)
8. Violence in the street (5:49) (idem)
9. Echo Village (4:19) (voor de filmmuziek van The Keep)
10. The soldier theme (2:25) (voor de film Soldier; later gearrangeerd tot sectie in Logos Live)
11. Riding the bike (6:32)
12. Tracks in the snow (6:32)
13. Metamorphic forest (2:50)
14. Circles (4:01)